# Хайрс, Джастин
Джа́стин Хайрс (англ. Justin Hires, род. 24 июня 1985, Сент-Питерсберг, Флорида) — американский актёр.

## Биография
Хайрс родился в 1985 году в Сент-Питерсберге, Флорида, у Барбары Хайрс, которая работала суперинтендантом второго района для школ округа Пинеллас. Он ходил в среднюю школу Гиббса в Сент-Питерсберге, и получил диплом бакалавра изящных искусств в университете Кларк Атланта.
Хайрс сыграл маленькие роли в художественных фильмах «Братство танца» и «Госпел». В 2015 году Хайрс получил одну из ведущих в телесериале «Час пик», основанный на одноимённой трилогии. В июне 2016 года Хайрс присоединился к основному составу телесериала «Новый агент Макгайвер» в роли Уилта Бозера.

## Фильмография
| Кино        | Кино                      | Кино                    | Кино                          | Кино                      |
| Год         | Русское название          | Оригинальное название   | Роль                          | Примечание                |
| ----------- | ------------------------- | ----------------------- | ----------------------------- | ------------------------- |
| 2005        | Госпел                    | The Gospel              | парень                        |                           |
| 2007        | Братство танца            | Stomp the Yard          | Байрон                        |                           |
| 2012        | Мачо и ботан              | 21 Jump Street          | Хуарио                        |                           |
| 2013        | Слегка одинокий в Л.А.    | Slightly Single in L.A. | парень в баре                 |                           |
| 2014        | Пистолет за десять центов | 10 Cent Pistol          | Джейсон                       |                           |
| Телевидение |                           |                         |                               |                           |
| Год         | Русское название          | Оригинальное название   | Роль                          | Примечание                |
| 2012-15     | Кей и Пил                 | Key and Peele           | друг Ларона #3 / свидетель #1 | 4 эпизода                 |
| 2016        | Час пик                   | Rush Hour               | детектив Джим Картер          | Главная роль; 13 эпизодов |
| 2016-17     | Новый агент Макгайвер     | MacGyver                | Уилт Бозер                    | Главная роль              |